# Zulaija Al-Shahabi
Zulaija Al-Shahabi (en árabe: زليخة الشهابي zulayja ashahabi)(Jerusalén, Palestina, 1901 - Jerusalén, Palestina, 1992) fue una activista y pionera del feminismo palestino que participó durante toda su vida en la lucha nacional palestina. Su padre formaba parte de la élite de Jerusalén, donde ocupó varios altos cargos administrativos durante el imperio otomano. En 1927, asumió la presidencia del municipio de Jerusalén.
Entre sus numerosos logros, Zulaija encabezó una manifestación de mujeres para protestar contra el arresto de varios líderes de la revolución palestina y fundó la primera Unión de Mujeres Palestinas para oponerse al Mandato Británico (1921). También participó en la fundación de la Unión de Mujeres Árabes (1944) y en el establecimiento de un dispensario de la Unión Médica de Mujeres para cuidar a las embarazadas, de un centro de cuidado infantil y de un centro para enseñar bordado y costura a niñas (1950).

### Biografía

#### Antes de1948
Zulaija Al-Shahabi contribuyó a la lucha nacional a lo largo de la historia palestina. En 1921 formó la primera Unión de Mujeres Palestinas (UMP), organización que a día de hoy aún existe para representar y defender los derechos de todas las mujeres palestinas tanto en los territorios ocupados, como en los campos de refugiados y diásporas. El objetivo de la UMP era oponerse al Mandato Británico y hacer frente al acuerdo Haavara, que permitía la emigración de judíos a la Palestina ocupada entonces por el Imperio británico. Frente a esa situación, en octubre de 1929, se convocó el Primer Congreso de Mujeres Árabes en Jerusalén, al que asistieron 300 mujeres de toda Palestina para presentar una protesta ante el Alto Comisionado británico contra la inmigración judía en Palestina.
Después del congreso, Zulaija trabajó con sus compañeras recaudando ayuda y ofreciéndosela a los muyahidines y a los heridos y sus familias, y organizó, junto con Melia Sakakini, profesora y activista palestina con la que había creado la UMP, una campaña gratuita en Jerusalén para enseñar a las niñas a leer y escribir. Siete años después, en 1936, Zulaija formó parte de la creación de la Asociación de Mujeres Árabes (AMA) en Jerusalén, y encabezó la primera manifestación de mujeres para reunirse con el Alto Comisionado británico y protestar contra el arresto y la deportación de varios líderes de la revolución palestina.
En 1944, la AMA pasó a denominarse Unión de Mujeres Árabes Palestinas (UMAP) en una conferencia celebrada en El Cairo a la que asistieron representantes de seis países árabes: Egipto, Iraq, Siria, el Líbano, Palestina y Transjordania, y, a principios del año siguiente, se hizo la primera reunión de la nueva UMAP en Jerusalén. Zulaija participó en ella, al igual que muchas otras líderes mujeres como Sariyat Khoja (Iraq), Hawa Idris (Egipto), Huda Shaarawi (Egipto), Faiza Al -Moayyed (Siria), Afifa Raouf (Iraq), Aliya Abdel-Qader Al-Jazaery (Siria), Rose Shahka (Líbano) y Amina Al-Saeed (Egipto).

#### Después de 1948
Durante el año de 1950, Zulaija estableció el dispensario de la Unión Médica de Mujeres en Jerusalén, en el que atendían a mujeres embarazadas. De la misma manera, estableció guarderías, jardines de infancia y escuelas destinadas a la enseñanza de la costura y el bordado a niñas. Contribuyó en la creación de la Sociedad Benéfica Islámica de Makassed, una asociación sin ánimo de lucro creada tras la Nakba para asistir a todas las personas, no solo en el ámbito sanitario, sino también en el ámbito educativo y social. 
En 1952, fundó junto a Elizabeth Nasser y Hind Al-Husseini, ambas educadoras y que dedicaron su vida a la ayuda a menores afectados por las continuas masacres y conflictos armados, a la creación de varios orfanatos o casas para niñas que se habían quedado sin hogar, con el objetivo de poner fin a la miseria y mendicidad en la cual vivían estas niñas. Les proporcionaron a las niñas una vida digna, un refugio seguro, aparte de proporcionarles el conocimiento para llegar a trabajar en instituciones o convertirse, en lo que se consideraba en aquella época, en «buenas esposas».
Más adelante, contribuyó al establecimiento de la Organización para la Liberación de Palestina (OLP), una coalición de movimientos políticos y paramilitares, formada el año 1964, considerada y reconocida por la ONU como la «única representante legítima del pueblo palestino». Previa a la Guerra de los Seis Días y, con el liderazgo de la Unión de Mujeres por parte Al-Shahabi y la participación del resto de mujeres de la ciudad de Jerusalén, se establece el Comité de Ambulancias del Comité de Resistencia Popular, además de una residencia para mayores en Jericó. 
El año 1968, Zulaija es la primera deportada, siendo ella la presidenta de la Unión de Asociaciones Benéficas en la Gobernación de Jerusalén y la fundadora de la Unión de Mujeres Árabes de Jerusalén.

### Deportación
En 1968, Zulaija Al-Shahabi se convirtió en la primera persona en ser deportada de Jerusalén.